# 虛擬地球

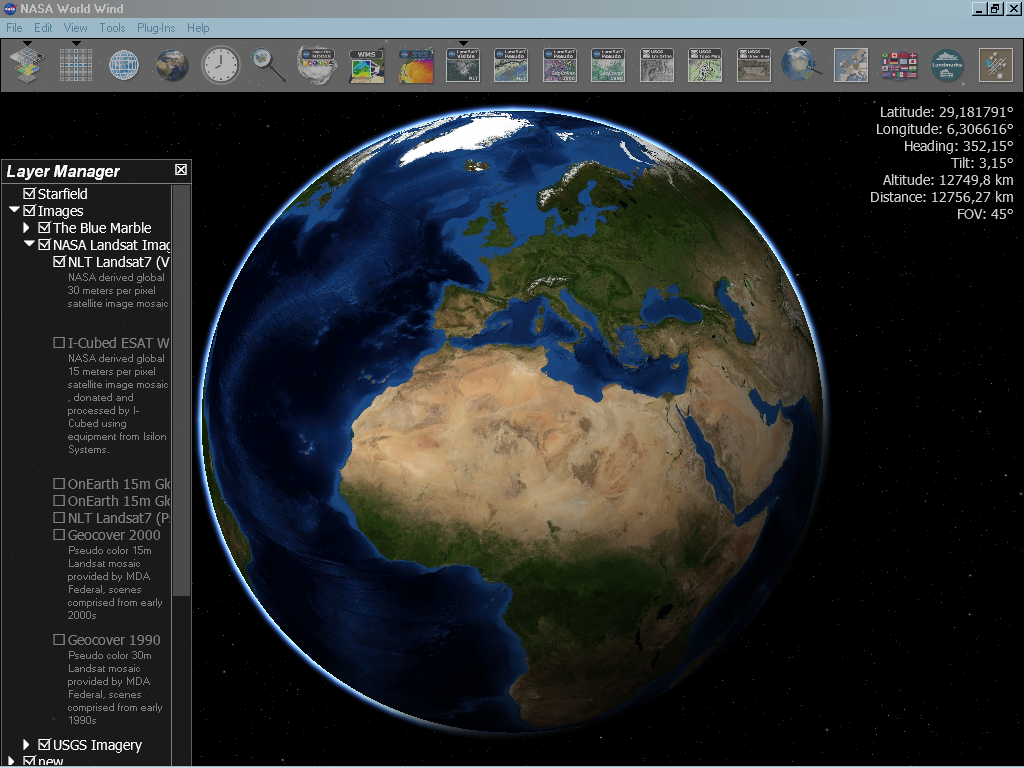
NASA WorldWind, 一個開源的虛擬地球軟件，還有星星、大氣層及太陽光效果

虛擬地球是一個關於地球或世界的三維空間（3D）的電腦軟件模型。
虛擬地球讓用戶可自由在虛擬環境中移動，轉換角度和位置。與傳統的地球儀比較，虛擬地球可提供更多的互動功能，更多不同的視覺效果，不同的視角，不同層面的地球，除能提供地球的衛星圖片、航空照片、地圖、街道外，還能提供街景、大廈模型等，此外，有些虛擬地球還包括其他資訊如人口特徵等。

## 歷史
在1997年10月20日，微軟推出首個離線版的虛擬地球，名為Encarta Virtual Globe 98。後來另一間軟件公司， Cosmi公司，也在1999年推出 3D World Atlas。
全球首個公開免費開源的上線的虛擬地球，是 NASA World Wind，於2004年中推出。首個著名的虛擬地球軟件 Google Earth，則於2005年年中推出。